# B'z The Best "ULTRA Treasure"
『B'z The Best "ULTRA Treasure"』（ビーズ・ザ・ベスト・ウルトラ・トレジャー）は、日本のロックユニット、B'zが2008年9月17日にリリースしたベスト・アルバムである。

## 概要
デビュー20周年を記念する、ファン投票で選曲されるリクエスト・ベスト・アルバム。前作『B'z The Best "ULTRA Pleasure"』収録曲を除く、45thシングル『BURN -フメツノフェイス-』までに発売された全ての楽曲の中から投票が行われた。
前作のファン投票によるリクエスト・ベスト・アルバム『B'z The Best "Treasure"』ははがきでの投票であったが、本作は公式サイトからネットを通じてのファン投票となった。このため、前回は応募はがきが封入されている『B'z The Best "Pleasure"』を購入しないと投票できなかったが、本作は誰でも気軽に投票に参加することができた。また、投票は1人につき3曲まで(これは、前回と同じルール)。
本作には"2CD+DVD版"と"3CD版"が存在しており、DVDには、2007年に開催されたライブハウス・ツアー『B'z SHOWCASE 2007 -19-』の模様を収録、3CD版の3枚目には新曲「いつかまたここで」が収録される。ファン投票で選出された30曲に加えて、新曲「グローリーデイズ」を収録。また、31曲の内「BLOWIN'」は新録バージョン、「F・E・A・R」はリミックスバージョンを収録している。曲順は、「BLOWIN' -ULTRA Treasure Style-」とファン投票1位の「Brotherhood」、海外販売だった「Home」を除き、前作同様リリース順になっている。
『B'z The Best "ULTRA Pleasure"』と同じく、ほとんどの曲がリマスタリングされ、音質が向上している。
本作は全体的にシングル曲は5曲と少なく、アルバム収録曲及びシングルの2nd beatが多くを占めている。そのため、『B'z The Best "ULTRA Pleasure"』『B'z The Best "ULTRA Treasure"』には収録されていないシングル曲が幾つか存在する。
ジャケットは『B'z The Best "ULTRA Pleasure"』と同じく厚みのあるデジパックケースとなっているが、前作は右開きだったのに対して、本作は左開きと逆になっている。
『B'z The Best "ULTRA Pleasure"』同様、店舗によっては購入者ごとに1回くじ引きができ、ステッカーやキーホルダー、クリアファイル等の賞品がもらうことができた。
発売日である9月17日の読売新聞の朝刊には、4面に及ぶカラー広告が掲載された。外側の2面は宝箱となっており、中の2面には「B'zノタカラヲサガセ。」と題した企画が設けられた。これは、数多くあるQRコードの中から当たりのコード35個を探し出すというものであった。
『B'z The Best "ULTRA Pleasure"』同様、発売時期がLIVE-GYMと重なったためか、CMを除くテレビ出演などプロモーション活動は行われなかった。
2008年12月9日に、ジャケットやレーベルを変更した10万枚限定のウィンターギフトパッケージが、『B'z The Best "ULTRA Pleasure"』と共に再発売された。この分の売上も本体の売上に加わり、12月22日付のオリコンチャートでは9位に再浮上した。

## 収録曲
| 全作詞: 稲葉浩志、全作曲: 松本孝弘。 |                                                                |           |            |                              |      |
| #                                    | タイトル                                                       | 作詞      | 作曲・編曲 | 編曲                         | 時間 |
| 1.                                   | 「BLOWIN' -ULTRA Treasure Style-」                             | 稲葉浩志  | 松本孝弘   |                              | 3:57 |
| 2.                                   | 「Wonderful Opportunity」                                      | 稲葉浩志  | 松本孝弘   | 松本孝弘・明石昌夫           | 4:38 |
| 3.                                   | 「もう一度キスしたかった」                                     | 稲葉浩志  | 松本孝弘   | 松本孝弘・明石昌夫           | 4:38 |
| 4.                                   | 「TIME」                                                       | 稲葉浩志  | 松本孝弘   | 松本孝弘・明石昌夫           | 4:57 |
| 5.                                   | 「恋心(KOI-GOKORO)」                                           | 稲葉浩志  | 松本孝弘   | 松本孝弘・明石昌夫           | 3:47 |
| 6.                                   | 「RUN」                                                        | 稲葉浩志  | 松本孝弘   | 松本孝弘・明石昌夫           | 3:53 |
| 7.                                   | 「さよならなんかは言わせない」                                 | 稲葉浩志  | 松本孝弘   | 松本孝弘・明石昌夫           | 4:30 |
| 8.                                   | 「月光」                                                       | 稲葉浩志  | 松本孝弘   | 松本孝弘・明石昌夫           | 5:32 |
| 9.                                   | 「恋じゃなくなる日」                                           | 稲葉浩志  | 松本孝弘   | 松本孝弘・明石昌夫           | 4:50 |
| 10.                                  | 「Don't Leave Me」                                             | 稲葉浩志  | 松本孝弘   | 松本孝弘・明石昌夫           | 4:23 |
| 11.                                  | 「LOVE IS DEAD」(ホーン配置・アレンジ:勝田かず樹（DIMENSION）) | 稲葉浩志  | 松本孝弘   | 松本孝弘・明石昌夫           | 5:48 |
| 12.                                  | 「春」                                                         | 稲葉浩志  | 松本孝弘   | 松本孝弘・明石昌夫           | 5:39 |
| 13.                                  | 「MOTEL」                                                      | 稲葉浩志  | 松本孝弘   | 松本孝弘・明石昌夫           | 4:22 |
| 14.                                  | 「YOU & I」                                                    | 稲葉浩志  | 松本孝弘   | 松本孝弘・稲葉浩志           | 4:08 |
| 15.                                  | 「夢見が丘」                                                   | 稲葉浩志  | 松本孝弘   | 松本孝弘・稲葉浩志           | 4:41 |
| 16.                                  | 「消えない虹」                                                 | 稲葉浩志  | 松本孝弘   | 松本孝弘・稲葉浩志・池田大介 | 3:37 |
| 合計時間:                            | 合計時間:                                                      | 合計時間: | 73:20      |                              |      |

| 全作詞: 稲葉浩志、全作曲: 松本孝弘。 |                                             |           |            |                              |      |
| #                                    | タイトル                                    | 作詞      | 作曲・編曲 | 編曲                         | 時間 |
| 1.                                   | 「Brotherhood」                             | 稲葉浩志  | 松本孝弘   | 松本孝弘・稲葉浩志           | 5:44 |
| 2.                                   | 「スイマーよ!!」                            | 稲葉浩志  | 松本孝弘   | 松本孝弘・稲葉浩志・徳永暁人 | 3:19 |
| 3.                                   | 「ハピネス」                                | 稲葉浩志  | 松本孝弘   | 松本孝弘・稲葉浩志・徳永暁人 | 4:48 |
| 4.                                   | 「ONE」(ストリングスアレンジ:池田大介)      | 稲葉浩志  | 松本孝弘   | 松本孝弘・稲葉浩志           | 4:11 |
| 5.                                   | 「F・E・A・R -2008 Mix-」                   | 稲葉浩志  | 松本孝弘   | 松本孝弘・稲葉浩志           | 3:47 |
| 6.                                   | 「ながい愛」(ストリングスアレンジ:池田大介) | 稲葉浩志  | 松本孝弘   | 松本孝弘・稲葉浩志           | 5:36 |
| 7.                                   | 「ROCK man」                                | 稲葉浩志  | 松本孝弘   | 松本孝弘・稲葉浩志・徳永暁人 | 3:50 |
| 8.                                   | 「DEVIL」                                   | 稲葉浩志  | 松本孝弘   | 松本孝弘・稲葉浩志           | 3:35 |
| 9.                                   | 「New Message」                             | 稲葉浩志  | 松本孝弘   | 松本孝弘・稲葉浩志・徳永暁人 | 3:57 |
| 10.                                  | 「アラクレ」                                | 稲葉浩志  | 松本孝弘   | 松本孝弘・稲葉浩志・徳永暁人 | 3:26 |
| 11.                                  | 「ゆるぎないものひとつ」                    | 稲葉浩志  | 松本孝弘   | 松本孝弘・稲葉浩志           | 4:38 |
| 12.                                  | 「ピエロ」                                  | 稲葉浩志  | 松本孝弘   | 松本孝弘・稲葉浩志           | 3:12 |
| 13.                                  | 「BURN -フメツノフェイス-」                 | 稲葉浩志  | 松本孝弘   | 松本孝弘・稲葉浩志           | 3:51 |
| 14.                                  | 「Home」                                    | 稲葉浩志  | 松本孝弘   |                              | 4:08 |
| 15.                                  | 「グローリーデイズ」                        | 稲葉浩志  | 松本孝弘   |                              | 4:27 |
| 合計時間:                            | 合計時間:                                   | 合計時間: | 62:29      |                              |      |

| #         | タイトル             | 作詞      | 作曲      | 時間 |
| --------- | -------------------- | --------- | --------- | ---- |
| 1.        | 「いつかまたここで」 | 稲葉浩志  | 松本孝弘  | 5:34 |
| 合計時間: | 合計時間:            | 合計時間: | 合計時間: | 5:34 |

| #   | タイトル                       | 作詞 | 作曲・編曲 |
| --- | ------------------------------ | ---- | ---------- |
| 1.  | 「SUPER LOVE SONG」            |      |            |
| 2.  | 「FRICTION」                   |      |            |
| 3.  | 「HOT FASHION -流行過多-」     |      |            |
| 4.  | 「愛のバクダン」               |      |            |
| 5.  | 「ultra soul」                 |      |            |
| 6.  | 「ロンリースターズ」           |      |            |
| 7.  | 「泣いて 泣いて 泣きやんだら」 |      |            |
| 8.  | 「永遠の翼」                   |      |            |
| 9.  | 「太陽のKomachi Angel」        |      |            |
| 10. | 「銀の翼で翔べ」               |      |            |
| 11. | 「春」                         |      |            |
| 12. | 「ながい愛」                   |      |            |
| 13. | 「F・E・A・R」                 |      |            |
| 14. | 「アラクレ」                   |      |            |
| 15. | 「BANZAI」                     |      |            |
| 16. | 「ALL-OUT ATTACK」             |      |            |
| 17. | 「Out Of Control」             |      |            |
| 18. | 「ARIGATO」                    |      |            |
| 19. | 「おでかけしましょ」           |      |            |

## 楽曲解説

### DISC 1
1. BLOWIN' -ULTRA Treasure Style-
  - 10thシングルの新録バージョン。原曲では打ち込みだったベースやドラムが生音になり、ギター音が太くなった他、ラストサビやエンディングのアレンジ、稲葉の歌い方も変化している。
2. Wonderful Opportunity
  - 5thアルバム『IN THE LIFE』収録曲。
3. もう一度キスしたかった
  - 5thアルバム『IN THE LIFE』収録曲。前曲とこの曲はこのアルバムの中で最も古い楽曲。
4. TIME
  - 10thシングル『BLOWIN'』2nd beat。
5. 恋心(KOI-GOKORO)
  - 11thシングル『ZERO』2nd beat。
6. RUN
  - 6thアルバム『RUN』収録曲。1998年発売のベスト・アルバム『B'z The Best "Treasure"』には新録バージョンが収録されたが、本作にはオリジナルバージョンを収録。
7. さよならなんかは言わせない
  - 6thアルバム『RUN』収録曲。
8. 月光
  - 6thアルバム『RUN』収録曲。
9. 恋じゃなくなる日
  - 4thミニ・アルバム『FRIENDS』収録曲。
10. Don't Leave Me
  - 14thシングル。このアルバムで唯一、『B'z The Best "Pleasure"』に収録されている楽曲である。
11. LOVE IS DEAD
  - 7thアルバム『The 7th Blues』収録曲。曲始めの電話の会話部分がカットされている。
12. 春
  - 7thアルバム『The 7th Blues』収録曲。
13. MOTEL
  - 15thシングル。
14. YOU & I
  - 16thシングル『ねがい』2nd beat。シングルバージョンはアルバム初収録。
15. 夢見が丘
  - 8thアルバム『LOOSE』収録曲。
16. 消えない虹
  - 8thアルバム『LOOSE』収録曲。

### DISC 2
1. Brotherhood
  - 10thアルバム『Brotherhood』収録曲。
2. スイマーよ!!
  - 9thアルバム『SURVIVE』収録曲。
3. ハピネス
  - 9thアルバム『SURVIVE』収録曲。
4. ONE
  - 26thシングル『ギリギリchop』2nd beat。
5. F・E・A・R -2008 Mix-
  - 10thアルバム『Brotherhood』収録曲のリミックスバージョン。オリジナルよりも重低音を効かせた仕上がりになっている[10]。
6. ながい愛
  - 10thアルバム『Brotherhood』収録曲。
7. ROCK man
  - 31stシングル『ultra soul』3rd beat。B'zのアルバムには初収録[注釈 4]。
8. DEVIL
  - 11thアルバム『ELEVEN』に収録されている「TOKYO DEVIL」の全英詞バージョン。『2002 FIFA World Cup Official Album Songs of KOREA/JAPAN』に収録。韓国限定で発売されたミニ・アルバム『DEVIL』には収録されていたが、日本でのB'z関連のCDには未収録のままだった。
9. New Message
  - 34thシングル『IT'S SHOWTIME!!』2nd beat。アルバム初収録。
10. アラクレ
  - 13thアルバム『BIG MACHINE』収録曲。オリジナル・アルバムが初出の楽曲としては唯一、2000年代にリリースされたアルバムの楽曲。
11. ゆるぎないものひとつ
  - 41stシングル。
12. ピエロ
  - 41stシングル『ゆるぎないものひとつ』2nd beat。
13. BURN -フメツノフェイス-
  - 45thシングル。アルバム初収録。このアルバムの中では最新シングル。
14. Home
  - 25thシングル「HOME」の全英詞バージョン。US iTunes限定でリリースした『B'z』に収録。本作収録に伴い、正式な歌詞が初めて明らかとなった。初CD化となったが、US iTunes『B'z』収録テイクの最後に入っていたギターの弦を擦る音がフェード・アウトによってなくなっている。
15. グローリーデイズ
  - 新曲で、『B'z LIVE-GYM Pleasure 2008 -GLORY DAYS-』 のツアータイトルチューン。

### DISC 3（3CD版のみ）
1. いつかまたここで
  - 新曲。
  - PVは過去のライブ映像をつなげたもので、公式サイトでも公開された（公式サイトのPVでは最後に2人のメッセージが掲載されている）。なお、ブックレットは3CD版と2CD+DVD版共通のものを使用しているためか、この曲の歌詞はブックレットではなくDISC3のトレイ底面に記載されている。
  - DISC3のみピクチャーレーベル仕様になっており、「B'z LIVE-GYM 2006 "MONSTER'S GARAGE"」の写真が使用されている。
  - テレビ朝日系木曜ドラマ『小児救命』主題歌であり[11]、B'zがテレビ朝日系のドラマ主題歌を担当したのは「Calling」以来約11年ぶり。アルバム収録曲であるが、日本レコード協会から着うたフルにおいてゴールド認定された。
  - デビュー20周年を記念したツアー『B'z LIVE-GYM Pleasure 2008 -GLORY DAYS-』ではアコースティックバージョンで演奏（オリジナルバージョンは客だしBGMとして使用）され、デビュー30周年を記念したツアー『B'z LIVE-GYM Pleasure 2018 -HINOTORI-』でも客だしBGMとして使用された。
  - 2020年に行われた無観客配信ライブ『B'z SHOWCASE 2020 -5 ERAS 8820-』のDay4で約12年ぶり、オリジナルバージョンとしては初めて演奏され、ラストナンバーを飾った[12]。

### DVD（2CD+DVD版のみ）
シークレットライブ『B'z SHOWCASE 2007 -19-』Zepp Tokyo公演を収録。
1. SUPER LOVE SONG
  - 未発表新曲として演奏。シングル『SUPER LOVE SONG』初回限定盤に収録されたものとは編集が異なる。
2. FRICTION
  - 前曲と同じく未発表新曲として演奏[注釈 5]。
3. HOT FASHION -流行過多-
  - 「B'zのSHOWCASEにようこそ!」に続いて演奏。『B'z LIVE-GYM Pleasure'93 "JAP THE RIPPER"』以来、約14年ぶりの演奏。
4. 愛のバクダン
5. ultra soul
  - 間奏のギターソロで、かつて松本がサポートメンバーを務めていた浜田麻里の代表曲「Blue Revolution」が引用されている。
6. ロンリースターズ
  - 本ツアーが初演奏。エンディングが短縮されている。
7. 泣いて 泣いて 泣きやんだら
  - 『B'z LIVE-GYM'98 "SURVIVE"』以来、約9年ぶりの演奏。映像化は本作が初。日替わりで同じく約9年ぶりに「The Wild Wind」が演奏されていた。
8. 永遠の翼
  - 当時の最新シングル。本ツアーが初演奏。
9. 太陽のKomachi Angel
  - 『B'z LIVE-GYM 2003 "BANZAI IN NORTH AMERICA"』以来、約4年ぶりの演奏。
10. 銀の翼で翔べ
  - 『B'z LIVE-GYM 2002 "Rock n' California Roll"』以来、約5年ぶりの演奏。一部公演では、『B'z LIVE-GYM'93 "RUN"』以来約14年ぶりに「あいかわらずなボクら」が演奏されていた。
11. 春
  - 『B'z LIVE-GYM'94 "The 9th Blues" ＜Part1＞』以来、約13年ぶりの演奏。映像化は本作が初。
12. ながい愛
  - 『B'z LIVE-GYM 2002 "GREEN 〜GO★FIGHT★WIN〜"』以来、約5年ぶりの演奏。
13. F・E・A・R
  - 『B'z LIVE-GYM 2003 "BANZAI IN NORTH AMERICA"』以来、約4年ぶりの演奏。
14. アラクレ
  - 『B'z LIVE-GYM 2003 "BIG MACHINE"』以来、約4年ぶりの演奏。「juice」のイントロから始まるが、そのまま「juice」を演奏する公演もあった。
15. BANZAI
  - 前曲からノンストップで演奏。映像化は本作が初。
16. ALL-OUT ATTACK
  - オープニングのSE部分をアレンジして演奏。
17. Out Of Control
  - 『B'z LIVE-GYM'93 "RUN"』以来、約14年ぶりの演奏。映像化は本作が初。
18. ARIGATO
  - ここからアンコール。リリースから約3年越しの初演奏。音源よりキーを半音下げて演奏されている。
19. おでかけしましょ
  - シークレットライブ『Merry Xmas メリーさんの羊が一匹・聖しこの夜』以来、約13年ぶりの演奏。
  - なお、前作『B'z The Best "ULTRA Pleasure"』のDVDには発売当時のライブが収録されている。

## タイアップ
- テレビ朝日系木曜ドラマ『小児救命』主題歌 (DISC3 #1)

## 投票と投票結果
投票は2008年4月22日から6月30日までの期間（70日間）で行われ、投票総数は40万を超えた。
6月10日に中間結果を発表、最終結果は2008年7月16日に発表された。
（「Treasure時の順位」で、「★」が付いているものは『Treasure』収録曲、「P」は『Pleasure』収録曲、「-」は『Treasure』発売時に未発表の楽曲。）
| 最終順位 | 曲のタイトル               | 中間発表時の順位 | Treasure時の順位 |
| -------- | -------------------------- | ---------------- | ---------------- |
| 1        | Brotherhood                | 1                | -                |
| 2        | 恋心(KOI-GOKORO)           | 3                | ★1               |
| 3        | ONE                        | 2                | -                |
| 4        | Wonderful Opportunity      | 4                | 20               |
| 5        | BURN -フメツノフェイス-    | 5                | -                |
| 6        | 夢見が丘                   | 7                | 35               |
| 7        | New Message                | 6                | -                |
| 8        | さよならなんかは言わせない | 8                | 18               |
| 9        | TIME                       | 21               | ★5               |
| 10       | 恋じゃなくなる日           | 9                | 29               |
| 11       | BLOWIN'                    | 16               | ★2               |
| 12       | RUN                        | 15               | ★12              |
| 13       | もう一度キスしたかった     | 14               | ★4               |
| 14       | DEVIL                      | 11               | -                |
| 15       | スイマーよ!!               | 12               | 15               |
| 16       | YOU & I                    | 17               | 21               |
| 17       | Home                       | 13               | -                |
| 18       | ピエロ                     | 10               | -                |
| 19       | 月光                       | 18               | 26               |
| 20       | アラクレ                   | 19               | -                |
| 21       | ながい愛                   | 20               | -                |
| 22       | MOTEL                      | 28               | ★9               |
| 23       | ROCK man                   | 22               | -                |
| 24       | LOVE IS DEAD               | 24               | 57               |
| 25       | ゆるぎないものひとつ       | 25               | -                |
| 26       | F・E・A・R                 | 32               | -                |
| 27       | Don't Leave Me             | 30               | P                |
| 28       | 消えない虹                 | 26               | 25               |
| 29       | 春                         | 27               | 53               |
| 30       | ハピネス                   | 29               | 24               |

## 参加ミュージシャン
- 松本孝弘：ギター・全曲作曲・編曲
- 稲葉浩志：ボーカル・全曲作詞・編曲
- 明石昌夫：編曲・ベース・マニピュレーター
- 池田大介：編曲
- 寺地秀行：編曲
- 徳永暁人（doa）：編曲・ベース
- バリー・スパークス：ベース
- 満園庄太郎：ベース
- 青山純：ドラム
- 黒瀬蛙一：ドラム
- シェーン・ガラース：ドラム
- 田中一光：ドラム
- 小野塚晃（DIMENSION）：キーボード
- 増田隆宣：オルガン
- 生沢佑一：コーラス
- 大黒摩季：コーラス
- 古川真一：コーラス
- 篠崎Strings：ストリングス

### 特典DVD参加ミュージシャン
- 松本孝弘：ギター
- 稲葉浩志：ボーカル
- シェーン・ガラース：ドラム
- 徳永暁人（doa）：ベース
- 大田紳一郎（doa）：ボーカル＆ギター
- 増田隆宣：キーボード

## ライブ映像作品
シングル曲及びその他既発曲については各作品の項目を参照
グローリーデイズ
- B'z LIVE-GYM Pleasure 2008 -GLORY DAYS-

いつかまたここで
- B'z LIVE-GYM Pleasure 2008 -GLORY DAYS-
- B'z SHOWCASE 2020 -5 ERAS 8820- Day1〜5